# Neon muticus
Neon muticus är en spindelart som först beskrevs av Simon 1871.  Neon muticus ingår i släktet Neon och familjen hoppspindlar. Inga underarter finns listade i Catalogue of Life.